# Cala Bona (Mallorca)
Cala Bona és una cala i un nucli costaner, amb port, del municipi de Son Servera, a Mallorca. La seva població a 2005 era de 1.088 habitants. Està situat al nord de Cala Millor, amb què es connecta mitjançant un passeig, i al sud del Port Verd.
Abans que començàs l'anomenat boom turístic, el llogaret només estava format per un parell de cases de pescadors que feinejaven al port i es feien a la mar. A partir de l'arribada del turisme, la zona es va començar a urbanitzar amb hotels, restaurants i habitatges i també es va ampliar el port, on actualment hi conviuen els llaüts de tota la vida amb les noves embarcacions aquàtiques destinades al gaudi dels turistes que s'allotgen a la zona del Llevant de Mallorca.
A primera línia destaquen tres platges rocoses protegides amb espigons artificials. La platja principal de Cala Bona ha estat certificada per AENOR amb la Norma UNE 170001 d'Accessibilitat Universal.
En els últims anys, les places hoteleres a Cala Bona han augmentat considerablement. Gran part del turisme que s'allotja a Cala Bona, a diferència del que ho fa a Cala Millor, és d'origen britànic.